# Pierre Strauwen (zwemmer)
Pierre Henri Strauwen (Laken, 3 september 1886 - Schaarbeek, 7 november 1968) was een Belgisch zwemmer. Hij nam eenmaal deel aan de Olympische Spelen.

## Loopbaan
Strauwen werd in 1907 Belgisch kampioen op de 100 m schoolslag. Hij nam in 1908 op de 200 m schoolslag deel aan de Olympische Spelen. Hij werd uitgeschakeld in de reeksen.
Strauwen was aangesloten bij Cercle Royal de Natation de Bruxelles. Hij werd bij die club later ook ondervoorzitter. Beroepsmatig was hij zaakvoerder van restaurant Concordia.
Strauwen is de kleinzoon van de gelijknamige componist.

## Belgische kampioenschappen
| Onderdeel        | Jaar |
| ---------------- | ---- |
| 100 m schoolslag | 1907 |

## Palmares

### 100 m schoolslag
- 1907:  BK - 1.37,0

### 200 m schoolslag
- 1908: 4e in reeks OS in Londen